# Булунгурський район
Булунгурський район (узб. Bulungʻur tumani, Булунғур тумани) — адміністративний район розташований у Самаркандській області Узбекистану. Площа району складає 760 км², населення станом на 2000 рік 116 800 чол. До складу району входить 3 селища та 9 сільських сходів та місто Булунгур яке є адміністративним центром району. Здебільшого в районі мешкають узбеки. 

## Історія
Тривалий час в районному центрі жили в основному росіяни — нащадки залізничників. У 1940-х сюди депортували кримських татар та німців. Після їх масового від’їзду в Булунгур переселились мешканці навколишніх кишлаків.

## Транспорт
Залізнична станція Булунгур.

## Промисловість
Виробництво плодових та овочевих консерв, кон’яка, вина. Великі площі зайняті під виноградники, сади та поля де вирощують овочі.

## Адміністративний склад
- місто Булунгур
- міські селища
  - Кілдон
  - Сохібкор
  - Богбон
- сільські сходи
  - Бешкутан
  - Кільдан
  - Кулчабій
  - Уртабулак
  - Імені Навої
  - Сахібкор
  - Імені Ф. Юлдашева
  - Імені Мірзо Улугбека
  - Мінгчингор